# Gaurena
Gaurena is een geslacht van vlinders van de familie eenstaartjes (Drepanidae), uit de onderfamilie Thyatirinae.

## Soorten
- G. albifasciata Gaede, 1931
- G. argentisparsa Hampson, 1896
- G. aurofasciata Hampson, 1892
- G. delattini Werny, 1966
- G. dierli Werny, 1966
- G. fletcheri Werny, 1966
- G. florens Walker, 1865
- G. florescens Walker, 1865
- G. forsteri Werny, 1966
- G. gemella Leech, 1900
- G. grisescens Oberthür, 1894
- G. margaritha Werny, 1966
- G. nigrescens Werny, 1966
- G. olivacea Houlbert, 1921
- G. pretiosa Werny, 1966
- G. roesleri Werny, 1966
- G. sinuata Warren, 1912
- G. watsoni Werny, 1966